# المحامدة (المحامدة)
المحامدة هو دُوَّار يقع بجماعة بني وليد، إقليم تاونات، جهة فاس مكناس في المملكة المغربية. ينتمي الدوّار لمشيخة المحامدة التي تضم 3 دواوير. يقدر عدد سكانه بـ 640 نسمة حسب الإحصاء الرسمي للسكان والسكنى لسنة 2004.

## روابط خارجية
- البوابة الوطنية للجماعات الترابية
- المندوبية السامية للتخطيط